# Nocaute sem toque
Nocaute sem toque (em inglês: touchless knockout) é uma prática fraudulenta feita por estelionatários alegando que eles são capazes de ensinar uma técnica em que uma pessoa pode ser levada à perda de consciência pela simples aplicação do qi, kiai ou métodos similares, sem fazer contato físico. Isso difere de técnicas de ponto de pressão que envolvem contato leve em áreas específicas do corpo, causando inconsciência. Céticos acreditam que demonstrações de técnicas de nocautes sem toque sejam resultado de hipnóse das, ou atuação por parte das, supostas vítimas da técnica.
Um praticante notável do fictício nocaute sem toque é George Dillman; ele tentou demonstrar a técnica para um programa sobre ele do canal da National Geographic e não conseguiu nocautear voluntários previamente desconhecidos por ele. Outro artista marcial que alegou poder mas falhou ao tentar provar uma habilidade de nocautear sem contato é Harry Thomas "Tom" Cameron, quem foi destaque no episódio oito da primeira temporada de Stan Lee's Superhumans e, de forma incomum para aquele programa, disse não ter nenhuma habilidade sobre-humana. Cameron também foi desmascarado em uma investigação da Fox News. Outras pessoas que alegaram, mas não conseguiram provar, sob condições controladas, uma habilidade de executar um nocaute sem toque incluem Yanagi Ryuken do Japão (algumas vezes confundido com o Mestre Kiai Ryukerin); Jukka Lampila da Finlândia; e inúmeros praticantes da escola de artes marciais Yellow Bamboo (em Inglês: Bambú Amarelo) que teve início em Bali na Indonesia.